# 達什尼瑪
達什尼瑪（1885年—1912年）蒙古族，喀尔喀土谢图汗部人，土谢图汗。

## 生平
達什尼瑪为土谢图汗色囊依勒多爾濟的嗣子，于光绪三十年（1904年）袭爵。
1911年外蒙古独立。随后，1911年12月30日，博克多汗颁布谕旨，封赏参与独立有功的王公和喇嘛，达什尼玛列于第7位，谕旨称：
土谢图汗达什尼玛，赐世代坐绿围车，赏黄马褂和黄缰，并赐奥其尔巴特赛颜名号。
1912年上半年，达什尼玛逝世。官方宣布达什尼玛死于天花，但达什尼玛更可能是被毒死。
达什尼玛并不是最后一位土谢图汗。据中华民国北京政府驻库伦办事大员陈箓称，库伦办事大员公署的主事陈宇清于1916年7月12日赴额尔德尼召摹拓古碑，8月2日回到库伦后报告陈箓称，“去库伦十一台，行五日，方抵土谢图汗王府，投刺入谒，老福晋领土谢图汗出见，汗年九岁。” 蒙古国记载为多尔济苏伦霍洛尔扎布（1908年—1937年）。